# Minniza ceylonica
Minniza ceylonica är en spindeldjursart som beskrevs av Beier 1973. Minniza ceylonica ingår i släktet Minniza och familjen Olpiidae. Inga underarter finns listade i Catalogue of Life.